# Natura 2000-område nr. 185 Gyldenså
Natura 2000-område nr. 185 Gyldenså  er et Natura 2000-område der består af habitatområde H161 ved nordkysten af Bornholms østlige del. Det har et areal på 14 hektar, og det meste af området er privatejet, men i det nordøstlige hjørne, er der et lille områd der er ejet af kommunen.
Natura 2000-området ligger i Vandområdedistrikt III Bornholm i vandplanomåde 3.1 Bornholm. i Bornholms Regionskommune.

## Områdebeskrivelse
Området er en løvskovbevokset sprækkedal med vandløbet Gyldenså i bunden og strækker sig ca. 1,5 km ind i landet. Natura 2000-området er udpeget for at beskytte vandløbet med vandplanter samt elle- og askeskoven. Habitatnaturtypen vandløb med vandplanter (3260) er registreret på to strækninger i Gyldenså. Ådalen har en righoldig skovbundsflora med bl.a. blegblå anemone, som i Danmark kun findes på Bornholm.

## Naturfredning
Omkring 10 km af den 13 km lange Gyldensådal og ved bautastenen Hellig Kvinde, et samlet arealet på 55 hektar, blev fredet i 1980.  Formålet med fredningen er, at bevare de naturhistoriske værdier i området, og at give offentligheden adgang til dele af området.